# Encarsia desantisi
Encarsia desantisi är en stekelart som beskrevs av Gennaro Viggiani 1985. Encarsia desantisi ingår i släktet Encarsia och familjen växtlussteklar. Inga underarter finns listade i Catalogue of Life.